# 무비 (의종)
무비(無比, 생몰년 미상)는 고려의 18대 국왕인 의종(毅宗)의 후궁이다. 의종과의 사이에서 3남 9녀를 낳았다. 무신정변으로 의종이 폐위될 때 궁에서 쫓겨났다.

## 가족 관계
- 아버지 : 무씨
- 어머니 : 미상
  - 부군 : 의종(毅宗)
    - 자녀 : 3남 9녀